# Perizoma hebudium
Perizoma hebudium là một loài bướm đêm trong họ Geometridae.